# Kurt Jung-Alsen
Kurt Paul Dietrich Jung-Alsen (* 18. Juni 1915 in Tutzing; † 17. Dezember 1976 in Berlin-Mitte) war ein DEFA-Regisseur.

## Leben und Werk
Kurt Jung-Alsen ist der Sohn des Theatermachers Paul Eger und der Sängerin Herta Alsen.
Sein bekanntester Film ist Betrogen bis zum jüngsten Tag (1957), der sich mit der inneren Verfassung von Wehrmachtsoldaten auseinandersetzte. Interessant ist der Film auch deshalb, weil er auf Betreiben der Bundesrepublik, die auf ihrem Alleinvertretungsanspruch für Deutschland bestand, auf den Filmfestspielen in Cannes nicht im Wettbewerb laufen durfte.
Darüber hinaus trat Jung-Alsen hin und wieder als Schauspieler in Erscheinung, so in dem Kinofilm Meine Stunde Null an der Seite von Manfred Krug oder in der Polizeiruf-Folge Verbrannte Spur. 1973 wurde ihm der Heinrich-Greif-Preis verliehen.
Kurt Jung-Alsen starb während der Dreharbeiten zu dem Film der Reihe „Polizeiruf 110“ Des Alleinseins müde, die dann von Helmut Krätzig abgeschlossen wurden.

## Filmografie (Auswahl)

### Als Regisseur
- 1954: Das Stacheltier: Ede sonnabends (auch Drehbuch)
- 1955: Wer seine Frau lieb hat …
- 1955: Das Stacheltier: Letztes Fach unten rechts
- 1956: Drei Mädchen im Endspiel
- 1956: Das Stacheltier: Der weiche Artur
- 1957: Betrogen bis zum jüngsten Tag
- 1957: Polonia-Express (auch Drehbuch)
- 1959: Die Premiere fällt aus
- 1959: Der kleine Kuno
- 1960: Hochmut kommt vor dem Knall
- 1960: Die heute über 40 sind (auch Drehbuch)
- 1961: Der Ermordete greift ein (TV, auch Drehbuch)
- 1963: Der Schwur des Soldaten Pooley
- 1963: Lucie und der Angler von Paris (Fernsehfilm)
- 1963: Geheimarchiv an der Elbe (auch Drehbuch)
- 1964: Das Mädchen aus dem Dschungel (TV-Serie)
- 1965: Ballade vom roten Mohn (TV)
- 1966: Schatten über Notre Dame (TV-Serie)
- 1966: Emilia Galotti
- 1968: Androklus und der Löwe (TV)
- 1969: Die Dame aus Genua (TV, auch Drehbuch)
- 1970: Fisch zu viert (Fernsehfilm)
- 1972: Die Bilder des Zeugen Schattmann (TV-Serie, auch Drehbuch)
- 1974: Das Geheimnis des Ödipus (TV, auch Drehbuch)
- 1974: Visa für Ocantros (TV, auch Drehbuch)
- 1974: Polizeiruf 110: Fehlrechnung (TV, auch Drehbuch)
- 1975: Im Schlaraffenland (TV, auch Drehbuch)
- 1976: Keine Hochzeit ohne Ernst (TV, auch Drehbuch)
- 1977: Polizeiruf 110: Des Alleinseins müde (TV, mit Helmut Krätzig)

### Als Darsteller
- 1951: Die Meere rufen
- 1954: Gefährliche Fracht
- 1961: Professor Mamlock
- 1968: Stunde des Skorpions
- 1970: Meine Stunde Null
- 1972: Polizeiruf 110: Verbrannte Spur (TV-Reihe)
- 1974: Das Geheimnis des Ödipus

## Theater
- 1951: Herb Tank: Tanker Nebraska – (Theater am Schiffbauerdamm Berlin)
- 1957:  Caron de Beaumarchais: Der tolle Tag – (Volksbühne Berlin)

## Hörspiele
- 1954: Molière: Der Bürger als Edelmann (Hörspiel – Rundfunk der DDR)